# Reiji Suzuki
Pour les articles homonymes, voir Reiji.
Reiji Suzuki (鈴木 礼治, Suzuki Reiji), est un homme politique japonais, né à Kuwana dans la préfecture de Mie, le 4 décembre 1928, et mort le 15 août 2022. Il est gouverneur d'Aichi entre 1983 et 1999.

## Études et carrière professionnelle
Suzuki est diplômé en économie de l'université de Nagoya. Il devient ensuite fonctionnaire au Ministère des Affaires Locales, directeur du département Éducation de la préfecture d'Aichi puis finalement vice-gouverneur de cette préfecture.

## Carrière politique
En 1983, Suzuki remporte l'élection pour le poste de gouverneur d'Aichi. Il sera réélu à 3 reprises (en 1987, 1991, 1995) avant d'annoncer renoncer à briguer un 5e mandat peu avant l'élection de 1999.
Le 11 octobre 1988, il annonce en conférence de presse la volonté de la préfecture d'Aichi d’accueillir une exposition internationale et s'engage pleinement dans ce projet qui aboutira à l'exposition spécialisée de 2005, malgré les critiques fortes sur l'impact écologique majeur de cet événement. Dans le même ordre, Suzuki cherche également à aider au développement de la préfecture par l’accueil d'infrastructures massives, telles que la construction de l'aéroport international du Chūbu, celles de nouvelles autoroutes Tōmei (entre Tōkyō et Nagoya) ou Meishin (entre Nagoya et Kōbe) ou encore la délocalisation d'un certain nombre d'administrations centrales vers la région du Chūbu.    